# Patihan Wetan
Patihan Wetan is een bestuurslaag in het regentschap Ponorogo van de provincie Oost-Java, Indonesië. Patihan Wetan telt 3901 inwoners (volkstelling 2010).